# Shahjahanpur (distrikt)
Shahjahanpur (hindi: शाहजहांपुर जिला) er et distrikt i den indiske delstat Uttar Pradesh. Distriktets hovedstad er Shahjahanpur.

## Demografi
Ved folketællingen i 2011 var der 3,002,376 indbyggere i distriktet, mod 2,547,855 i 2001. Den urbane befolkningen udgør 19,70 % af befolkningen.
Børn i alderen 0 til 6 år udgjorde 16,27 % i 2011 mod 19,70 % i 2001. Antallet af piger i den alder per tusinde drenge er 897 i 2011.